# Спенсер-Черчилль, Джордж, 6-й герцог Мальборо
Джордж Спенсер-Черчилль, 6-й герцог Мальборо (27 декабря 1793 — 1 июля 1857) — британский аристократ и английский пэр. Старший сын Джорджа Спенсера-Черчилля (1766—1840), 5-го герцога Мальборо (1817—1840), и леди Сьюзан Стюарт (1767—1841), дочери Джона Стюарта, 7-го графа Гэллоуэй. Лорд-лейтенант графства Оксфордшир (1842—1857). Прадед Уинстона Черчилля, премьер-министра Великобритании.
Носил титулы графа Сандерленда (1793—1817) и маркиза Блэндфорда (1817—1840).

## Рождение и образование
Джордж Спенсер-Черчилль родился в арендованном отцом имении Билл Хилл (Уокингем, графство Беркшир). Он получил образование в Итонском колледже (1805—1811), а позднее учился в колледже Крайст-Чёрч в Оксфорде. Кроме того, он имел почетную степень доктора гражданского законодательства при Оксфордском университете (15 июня 1841 года).

## Политическая карьера
В 1817 году, когда его отец стал 5-м герцогом Мальборо, Джордж Спенсер-Черчилль получил титул маркиза Блэндфорда. Депутат Палаты общин (партия тори) от Чиппенхема (1818—1820) и Вудстока (1826—1831, 1832—1835, 1838—1840).
5 марта 1840 года после смерти своего отца Джордж Спенсер-Черчилль унаследовал титул герцога Мальборо и стал членом палаты лордов. В 1842 году он был назначен лордом-лейтенантом графства Оксфордшир, эту должность он занимал вплоть до своей смерти.
Увлекался игрой в крикет.
В июле 1857 года 63-летний герцог Мальборо скончался в Бленхеймском дворце в графстве Оксфордшир. Ему наследовал старший сын от первого брака, Джон Уинстон Спенсер-Черчилль, ставший 7-м герцогом Мальборо.

## Семья

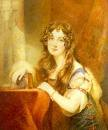
Леди Джейн Стюарт, первая жена герцога Мальборо

Герцог Мальборо был трижды женат. 13 января 1819 года он женился первым браком на леди Джейн Стюарт (29 марта 1798 — 12 октября 1844), дочери Джорджа Стюарта, 8-го графа Галлоуэй (1768—1834), и леди Джейн Пэджет (1777—1842). Супруги имели четырех детей:
- Леди Луиза Спенсер-Черчилль (ок. 1820 — 23 марта 1882), муж — полковник Роберт Чарльз Спенсер (1817—1881), сын Френсиса Спенсера, 1-го барона Черчилля
- Джон Уинстон Спенсер-Черчилль, 7-й герцог Мальборо (2 июня 1822 — 5 июля 1883)
- Лорд Альфред Спенсер-Черчилль (24 апреля 1824 — 21 сентября 1893), женат на Харриет Гаф-Калторпе, дочери Фридриха Гаф-Калторпе, 4-го барона Калторпе
- Лорд Алан Спенсер-Черчилль (25 июля 1825 — 18 апреля 1873), женат с 2 июля 1846 года на Розалинде Довкер (ум. 1888)

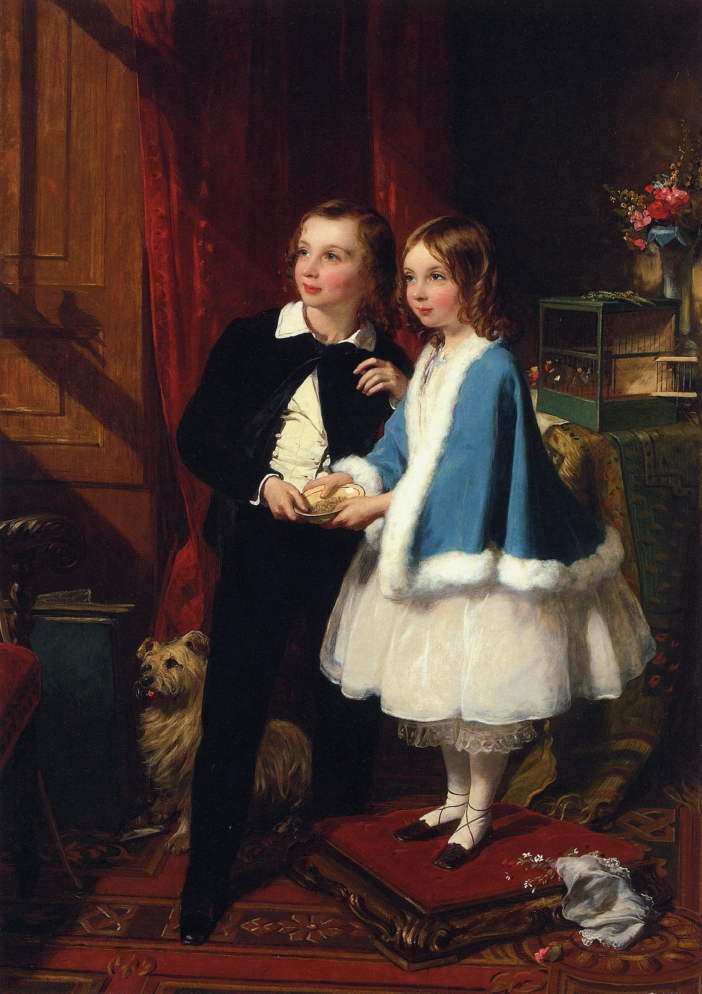
Лорд Альмерик Альтестан Спенсер-Черчилль и Леди Клементина Спенсер-Черчилль, дети герцога Мальборо от второй жены Шарлотты Августы Флауэр

После смерти своей первой жены в октябре 1844 года герцог вторично женился 10 июня 1846 года на Шарлотте Огасте Флауэр (25 ноября 1818— 20 апреля 1850), дочери Генри Флауэра, 4-го виконта Ашбрука. Дети от второго брака:
- Лорд Ательстан Альмерик Спенсер-Черчилль (1847 — 12 декабря 1856)
- Леди Августа Клементина Спенсер-Черчилль (4 мая 1848 — 27 марта 1886), муж с 12 июля 1866 года Джон Пратт, 3-й маркиз Камден (1840—1872)

После смерти своей второй жены в апреле 1850 года, в возрасте 31 года, герцог Мальборо в третий раз женился на своей кузине Джейн Френсис Клинтон Стюарт (27 мая 1817 — 24 марта 1897), дочери Эдварда Ричарда Стюарта (1782—1851), внучке Джона Стюарта, 7-го графа Галлоуэй, 18 октября 1851 года. У них был один ребёнок:
- Лорд Эдвард Спенсер-Черчилль (28 марта 1853— 5 мая 1911), женат на Августе Уорбертон, дочери майора Джорджа Уорбертона.

Также у герцога была внебрачная дочь от Гарриет Черчилль (1798—1834), жены графа Карла фон Вестерхольта с 1819 года.
- Сьюзан Гарриет Элизабет Черчилль (1818—1882), муж — Aimé Timothé Quénod